# Lucien Guérinel
Pour les articles homonymes, voir Guérinel.
Œuvres principales
Quatuors à cordes 2, 3, 4 et 5 ; Les sept Portes ; Songe, mouvement ; Shitao ; 24 préludes pour Nolde
Lucien Guérinel, né le 16 août 1930 à Grasse, est un compositeur français. 

## Biographie
Né le 16 août 1930 à Grasse, il passe son enfance en Tunisie de 1932 à 1949. Il obtient un doctorat scientifique à Marseille en 1954, ce qui ne l'empêche pas de se consacrer parallèlement à la composition. Il va à Paris (1954-1961) où il reçoit les conseils du chef d’orchestre André Jouve (harmonie) et du compositeur Louis Saguer (composition). Il passera ensuite quarante ans à Marseille (1962-2002). Il réside, depuis, en Bourgogne. 
Son catalogue comprend plus de 150 opus ; la plupart des genres y sont abordés, avec 45 partitions faisant appel à la voix, notamment deux opéras.
La plupart de ses œuvres ont été créées en France, et dans une quinzaine de pays étrangers (Angleterre, Allemagne, Belgique, Italie, Hollande, Suisse, Croatie, République Tchèque, Lituanie, Finlande, Grèce, Russie, Pologne, États-Unis, Australie, Chine, Algérie, Irlande).
Vingt-et-une de ses pièces ont fait l'objet de publications discographiques à ce jour : 9 disques monographiques et 7 disques collectifs ont été réalisés entre 1983 et 2015. L’enregistrement d’œuvres vocales (Lyrinx) par Musicatreize, dir. Roland Hayrabedian, a obtenu un « choc » du  Monde de la musique, un « disque de l’année » aux Éditions Marabout, ses interprètes étant eux-mêmes nommés aux " Victoires de la Musique" 1997. L'intégralité de son œuvre pour piano a fait l'objet d'une publication discographique (Interprètes Jean-Louis Roblin et Christophe Manien, Complete Works for Piano, Megadisc Classics, 2016).
Il écrit des musiques de scène pour le Cycle Thébain (Œdipe et Antigone) de Sophocle (33 représentations à Marseille et 2 autres au théâtre antique d’Epidaure, en Grèce) ; puis pour Hécube d’Euripide, représenté au Théâtre National de Valenciennes. Il compose également des musiques de films (pour la télévision, la musique de La prison sur la mer sur un roman de Nicole Ciravegna diffusé sur France 3 (FR3) en 1982 et, pour le cinéma, la musique pour quatuor à cordes du court-métrage de Pascale Boullet « Requiem » en 1999). 
Il a par ailleurs publié plusieurs recueils de poèmes (La Parole échouée, 1969, et La Sentence nue, 1972, chez Guy Chambelland ; Acte de présence, 1997, aux Ateliers populaires de Paris, avec des lithographies de Jean Pons). Il a également écrit des textes d'accompagnement pour les photographies de Philippe Le Bihan (Nuptiales, 2005, Un pas de plus, 2011).

## Œuvres

### Musique d'orchestre
- 1960, Divertissement pour cordes
- 1978, Diagramme pour clavecin et cordes
- 1987, Col canto
- 2001, Petite musique de jour pour cor et orchestre
- 2010, "Ylang-ylang" pour grand orchestre

### Musique d'ensemble
- 1972, 3 poèmes de Juan Ramon Jiménes pour ensemble
- 1973, Stèle pour un enfant
- 1973, Contre-Chant, sur un poème d'Andrée Chedid pour 8 violoncelles et 2 contrebasses
- 1976, Correspondances I pour clarinette et cordes
- 1978, 4 préludes pour petit ensemble
- 1983, "La prison sur la mer" (musique de film TV FR3)
- 1985, Suite una fantasia pour 12 violoncelles
- 1989, Correspondances III pour violon et 14 cordes
- 1994, Correspondances IV pour flûte et 12 cordes
- 1996, Correspondances V pour marimba et cordes
- 1999, Undici per undici
- 2004, "entre clameur et silence" pour cordes
- 2007, Une respiration d'herbe
- 2010, Osuan pour ensemble de percussions

### Musique de chambre
- 1968, 12 pour 4, 1er quatuor à cordes
- 1969, 5 pièces pour flûte et hautbois
- 1970, Suite pour peu pour violoncelle et piano
- 1989, 6 bagatelles pour quintette d'instruments à vent
- 1972, 3 pièces brèves pour 4 flûtes
- 1982, Strophe 21, 2e quatuor à cordes
- 1983, Variables pour 2 flûtes (la 2de aussi flûte en sol)
- 1985, Fragmentaires pour 4 clarinettes et percussions
- 1986, Chemin faisant pour basson et piano
- 1988, Bicinium domesticum pour 2 violoncelles et piano
- 1990, Trio no 1 pour violon, violoncelle et piano
- 1991, Chants, Espaces pour 2 pianos
- 1991, Suite en quatre pour 2 violoncelles
- 1992, Innere Stimme, 3e quatuor à cordes
- 1992, Minutes pour trio d'anches
- 1993, Prendre corps, 4e quatuor à cordes avec soprano et mezzo
- 1993, Petits visages pour 4 violoncelles
- 1995, Séquence pour trio d'anches
- 1995, A la nuit pour quintette de cuivres et percussion
- 1995, Sonate pour violon et piano
- 1999, "Requiem" (court métrage) pour quatuor à cordes
- 2001, 5e Quatuor à cordes
- 2001, Rives effleurées pour octuor de vents
- 2002, "Le déjeuner de soleil" d'après Léonor Fini pour violon, célesta et 4 percussions
- 2003, Trio no 2 pour violon, violoncelle et piano
- 2006, " Suite pentagonale " pour flûte et accordéon
- 2007, Mediatissées pour quintette à vent
- 2008, L'eau des songes pour piano, clarinette et percussion
- 2009, 10 vignettes pour un petit monde pour clarinette, percussion et violon
- 2012, Intermittences d'automne pour flûte et trio à cordes
- 2015, Humeurs pour 2 clarinettes
- 2018, Choral funèbre pour 6 cordes baroques
- 2017, Correspondances VI pour clarinette en mi bémol et quatuor à cordes

### Musique soliste
- 1960, Sonatine pour flûte
- 1971, Soleil ployé pour violon
- 1971, 3 chants bucoliques pour hautbois
- 1975, Pour un enfant et un piano, 15 pièces pour piano
- 1976, Soledad pour guitare
- 1980, Ce chant de brume pour violoncelle
- 1982, 2 Études pour piano
- 1986, Tracés 2 pièces pour saxophone alto
- 1987, Historiette 1 pour petite flûte
- 1987, Historiette 2 pour flûte
- 1987, Inscription pour Maurice Ohana pour piano
- 1990, 12 micro-études pour piano
- 1990, Interlude pour orgue
- 1990, Voix pour alto
- 1996, Songe, Mouvement pour piano
- 1994, Appels pour vibraphone
- 1995, Huit préludes pour piano
- 1995, Cadencepour clavecin
- 1995, Historiette 3 pour flûte en sol
- 1995, Deux petites pièces pour piano
- 1995, "par la voie bleuie" pour guitare
- 1996, Reflet de l'aube pour clarinette
- 1999, Vêpres pour orgue
- 2000, Oiseaux envolés pour clarinette
- 2000, Jeu-Mémoire pour piano
- 2001, Clameurs pour cor
- 2001, Passages pour clarinette basse
- 2006, "Animaux fantastiques sont" sur le poème de Maurice Fombeure pour clavecin
- 2008, Chemins de ronde pour piano
- 2010, Feux de rêves pour accordéon
- 2011, 12 petites pièces pour enfants pour piano
- 2013, 4 pièces vraiment petites pour piano
- 2013, Inscription pour Claude Debussy pour piano
- 2015, Jeux d'enfants pour euphonium

### Musique vocale ou chorale
- 1968, Villages, pour voix et piano
- 1968, "A la nuit", pour voix et piano, sur un poème de Salvatore Quasimodo
- 1972, Le mariage forcé (opéra d'après Molière)
- 1976, "Monde" pour soprano et piano
- 1979, 3 Contre-Rimes pour chœur de femmes à 4 voix
- 1982, "La morte Meditata" pour chœur mixte
- 1983, 4 solitudes du corps précieux pour soprano et piano
- 1984, Sentence nue pour soprano, récitant et ensemble
- 1988, "Femme" pour soprano, flûte, vibraphone et piano
- 1989, 7 fragments d'Archiloque pour 12 voix mixtes
- 1989, Canti corali version chœur et petit orchestre de " La morte Meditata "
- 1990, Prologue, Interlude, Epilogue pour « Crucifixion » de Jean_Cocteau, pour flûte avec récitant
- 1990, 4 poèmes d'Yves Broussard pour chœur mixte
- 1991, Eros de Swinburne pour baryton basse et petit ensemble
- 1991, 24 préludes pour Nolde pour soprano, récitante, piano et bande
- 1992, 4 poèmes de Eugenio Montale pour 12 voix mixtes
- 1992, Fusions pour chœur d'enfants à 2 voix et chœur mixte à 4 voix
- 1993, 4 chants pour un Visage pour 12 voix mixtes et ensemble
- 1994, " Un semblant de lumière " pour ténor, chœur de femmes et piano
- 1994, Amour, de Hafiz pour soprano, mezzo et quatuor à cordes
- 1995, Ophélie de Rimbaud pour soprano colorature, clarinette et cor ad libitum
- 1995, "Œdipe-Roi", musique de scène d'après Sophocle) pour soprano, quintette vocal mixte, flûte, 3 percussions
- 1995, "Antigone", musique de scène d'après Sophocle) pour soprano, quintette vocal mixte, flûte, 3 percussions
- 1997, 7 quatrains Ruba'iyât pour soprano et trio d'anches
- 1997, Les sept Portes sur un poème d'Yves Namur pour double chœur, percussions et cordes
- 1998, Naissance de l'aube pour baryton, 6 voix de femmes et ensemble
- 1999, 2 mélodies pour soprano, baryton et piano
- 1999, " A vision " pour mezzo-soprano, flûte, violoncelle et piano
- 1999, Lumières de Louis Brauquier pour 12 voix mixtes et piano
- 2000, Les yeux de l'amour et du hasard pour 9 voix solistes et ensemble
- 2001, "Tu ris avec le vent" pour soprano et piano
- 2002, "avec l'heure pure" sur un poème de Yves Namur pour chœur mixte à 4 voix, cordes et harpe
- 2002, "autre chose que le jour" sur une citation de Boris Vian pour baryton et quintette à vent
- 2007, "en un jardin secret" pour 12 voix mixtes et 2 pianos
- 2003, A quatre temps, cycle de 4 mélodies pour ténor et piano
- 2004, "Hécube", musique de scène d'après Euripide) pour 6 voix de femmes, ensemble et bande
- 2004, Shitao sur les poèmes de Shitao pour voix soliste et orchestre
- 2005, "Tout s'achève tout commence" pour mezzo et piano
- 2007, 5 épigraphes pour Keats pour 6 voix de femmes
- 2008, Le baiser de la mésange pour récitant, piano et quintette à vent
- 2009, "quand cette soif allonge l'éternité" pour soprano, ondes Martenot et guitare
- 2010, La ballade de la Vivre pour 2 voix de femmes et ensemble
- 2010, "4 poèmes de Charles Juliet" pour ténor et accordéon
- 2010, "Regards sous la lune" pour 6 voix de femmes et percussion
- 2010, "Mon An Mil" pour saxophone baryton et récitant
- 2010, "L'éloge du souffleur" pour récitant et piano
- 2010, "Le revenant" pour 8 voix mixtes et cor
- 2010, "Les Sept Dernières Paroles du Christ" pour baryton-basse, chœur mixte et ensemble
- 2010, "une seule phrase sur un berceau de nuages" pour soprano, récitante et accordéon
- 2012, Un oiseau s'est posé sur tes lèvres sur un poème de Yves Namur pour soprano, récitant et ensemble
- 2013, 8 courts lieder pour Alain Morin pour voix et piano
- 2013, 6 chansons pour Emily Dickinson pour quatuor de voix de femmes
- 2014, De l'herbe à la cité pour baryton et ensemble
- 2014, Tintagiles, opéra d'après La mort de Tintagiles de Maurice Maeterlinkck
- 2015, Raum (Espace) pour mezzo-soprano, flûte et harpe
- 2015, Mehr licht (Goethe) pour chœur mixte à 8 voix
- 2016, D'un autre espace pour chœur de femmes et quatuor à cordes
- 2018, Ce grain qui nous attend pour 3 voix de femmes, flûte, accordéon, percussion, violon et violoncelle

## Prix et distinctions
- Second prix du concours de composition pour quatuor à cordes de la Fondation Philip Morris, à Paris en 1983.
- Finale du concours « Rendez-vous en Creuse » présidé par Gilbert Amy, avec deux œuvres pour piano - en 1990 (Chants, Espaces pour 2 pianos) et en 1994 (Songe, Mouvement).
- Membre de l'Académie des Sciences, Lettres et Arts de Marseille, en 1989
- Il reçoit pour son soixante-dixième anniversaire la médaille de la ville d’Aix en Provence.